# Calliope Tsoupaki
Calliope Tsoupaki (griechisch Καλλιόπη Τσουπάκη Kalliopi Tsoupaki, * Mai 1963 in Piräus) ist eine griechische Komponistin.

## Leben
Tsoupaki studierte Klavier und Musiktheorie am Athener Konservatorium und war Kompositionsschülerin von Yannis Ioannidis. Sie studierte dann bis 1992 am Königlichen Konservatorium von Den Haag bei Louis Andriessen. Ihre Kompositionen wurden u. a. beim Festival New Music in Middelburg (USA, 1990 und 1992) und der Gaudeamus International Music Week in Amsterdam (1991 und 1993) aufgeführt.
1993 gewann sie einen dreimonatigen Budapestaufenthalt der Fondation Pepinières. Seitdem lebt sie in Amsterdam. Neben kammermusikalischen Werken und Liedern komponierte Tsoupaki eine Lukas-Passion. Bei diesem Werk, das beim Holland Festival 2008 uraufgeführt wurde, griff sie auf byzantinische Melodik zurück.

## Werke
- Musik für Saxophone, 1989
- Charavgi für Renaissance-Altblockflöten, 1994
- Lucas-Passion, 2008
- Mariken in de tuin der lusten, Oper, 2015